# How to Get Away with Murder
How to Get Away with Murder (lit. ‘Com sortir-se'n d'un assassinat’) és una sèrie de thrillers amb protagonistes que són advocats i llurs empleats. Va ser creada per la cadena ABC als Estats Units, per Peter Nowalk i produïda per Shonda Rhimes i ABC Studios.
La sèrie és protagonitzada per l'actriu Viola Davis, que interpreta a l'advocada i professora de dret Annalise Keating. Davis, va rebre elogis de la crítica per la qualitat de la seva bona interpretació. Va ser la primera dona afrooamericana que guanyà el Premi Emmy Primetime. També va guanyar dos Screen Actors Guild Awards per la interpretació destacada d'una actriu femenina en una sèrie dramàtica i el premi Image per a l’actriu destacada en un sèrie de drama. Davis també ha rebut nominacions, com per exemple, millor actriu d'una sèrie de televisió als Globus d'Or.
Altres membres del repartiment també van rebre el reconeixement per les seves actuacions. Enoch i King van rebre nominacions dels NAACP Image Awards per a un actor secundari destacat en una sèrie teatral i una actriu secundària destacada en una sèrie dramàtica a la cerimònia de l'any 2014. La sèrie també va rebre un premi GLAAD Media per a sèries dramàtiques destacades.
El primer episodi va ser emès el 25 de setembre de 2014 als Estats Units i el darrer es va emetre el 14 de maig de 2020. La cinquena temporada es va estrenar el 27 de setembre de 2018 i va finalitzar el 28 de febrer de 2019. Al maig de 2019, ABC va renovar la sèrie per una sisena temporada que es va estrenar el 26 de setembre de 2019. Al juliol de 2019, van anunciar que aquesta seria l'última temporada de la sèrie.

## Argument
How to Get Away with Murder explica la vida personal i professional d'Annalise Keating, una professora de dret criminal de la Middleton University. Annalise escull un grup dels seus millors estudiants, anomenats per ella mateixa com «The Keating Five», perquè treballin per ella al seu bufet i l'ajudin a resoldre els seus casos, costi el que costi, inclús amb mètodes poc ètics o il·legals. A canvi el millor d'ells rebrà un trofeu que li oferirà l'oportunitat de no haver de presentar-se a l'examen final. Al grup hi ha Connor Walsh, Michaela Pratt, Asher Millstone, Laurel Castillo i Wes Gibbins.
Annalise viu amb el seu marit, Sam Keating; però a la vegada té una aventura amb Nate Lahey, un detectiu local de la ciutat que investiga la desaparició de Lila Stangard, una jove estudiant de la universitat.

## Personatges i repartiment

### Personatges principals
Annalise Keating: és una respectada advocada defensora de perfil alt que pren casos prestigiosos mentre dona classes de dret penal a la Universitat de Middleton. Els seus estudiants la temen i l'admiren alhora. És una dona amb dues cares: una d'elles, una dona forta, mentre que l'altra, un ésser humà sentimental i destruït, cosa que es va mostrant, en un principi, amb el seu tracte amb en Nate i en Wes. El mateix personatge es descriu parlant al jurat dient: 
«Qui sóc és una dona de 53 anys, de Memphis, Tennessee, que es diu Anna Mae Harkness. Sóc ambiciosa, negra, bisexual, enutjada, trista, forta, sensible, espantada, ferotge, amb talent, esgotada… la teva misericòrdia». Annalise Keating, capítol 90. 
Nate Leahy: detectiu dur i respectat de Filadèlfia que treballa incansablement per fer complir la llei. Va ser l'amant i parella d'Annalise Keating durant un període.
Wes Gibbins: un dels personatges principals que, gràcies a l'ajuda d'Annalise, reeix entrar a la facultat de dret de la Universitat de Middleton. Aprendrà ràpidament les veritats fosques del sistema judicial penal ensopegant amb alguns dels secrets més personals d'Annalise. Durant la primera temporada s'enamorarà de Rebbeca, estudiant que esdevindrà clienta d'Annalise en un cas d'assassinat. No gaire abans de la mort de Wes, aquest manté una relació amb Laurel Castillo, qui estarà embarassada d'un fill seu.
Connor Walsh: és la persona més intel·ligent de l'habitació, o això li agrada pensar. El sensual i astut estudiant està acostumat a obtenir qualsevol premi en què fixi la seva mirada. Això farà que, ell i Michaela, estiguin constantment en competència entre ells. S'esforçarà per guanyar-se l'admiració de l'Annalise. Va tenir una relació amb Oliver Hampton, que més endavant esdivndrà el seu marit.
Michaela Pratt: és una ambiciosa estudiant amb un currículum estel·lar i un promès amb èxit per demostrar-ho. És sempre la primera persona a aixecar la mà a classe, Michaela està molt preparada i llesta per sorprendre a qualsevol professor o persona d’autoritat per a poder perseguir el seu somni de convertir-se en una advocada d'èxit. Admirarà i tindrà com a exemple Annalise Keating.
Asher Millstone: va néixer en una famíla rica, tipus WASP (White Anglo-Saxon Protestants, o blancs protestants d'origen anglosaxó). Per als seus companys de classe, ell ho té tot però, Annalise sap alguna cosa sobre ell que sorprendrà a la resta d'estudiants i acabarà convertint-lo un dels membres fonamentals del curs.
Laurel Castillo: considerada una arma secreta en curs. Una idealista tranquil·la que es va inscriure a la facultat de dret després de graduar-se a la Universitat de Brown per a aprendre a defensar els menys afortunats. Presenta una profunda atenció als detalls i una ment inventiva, talentosa i fosca.
Frank Delfino: un noi de Philly que mai s'hagués pensat convertir-se en el tipus de noi que porta vestit per treballar. Però tampoc mai va pensar que arribaria a treballar per a algú com Annalise Keating, per qui està sempre disposat a fer la feina bruta. El seu exterior elegant i resistent al carrer el converteix en el protector ideal per a Annalise.
Bonnie Winterbottom: sembla dolça i amable, l'homòloga perfecta d'Annalise, però mostrarà les seves urpes i el seu fort caràcter quan l'espectador menys s'ho esperi. És l'associada i ajudant d'Annalise, per la qual treballa les 24 hores del dia per tal de fer tot el treball de casos entre bastidors i ajudar a guiar els estudiants. Frank és el seu major aliat i protector.
Oliver Hampton: inicialment un informàtic d'una coneguda empresa que mantindrà una relació amorosa amb Connor Walsh, amb qui finalment es casarà. Treballarà per Annalise Keating i es convertirà en un dels personatges rellevants.
Rebecca Sutter: estudiant de Middleton que mostra problemes amb les drogues. Esdevé una de les sospitoses de l'assassinat de la seva millor amiga, Lila Stangard. Annalise decidirà, seguint el que Wes diu, defensar a l'estudiant en el cas. Durant aquest període, esdevindrà la parella de Wes Gibbins.
Gabriel Maddox: esdevindrà un dels personatges principals en les dues últimes temporades. És un estudiant de la Universitat de Middelton que despertarà l'interès de Frank per descobrir qui és realment. Més tard, es va revela que Gabriel és fill de Sam Keating i la seva primera esposa, Vivian Maddox.
Tegan Price: advocada que fou la mà dreta del conseller delegat de l'empresa d'Antares Technologies, Jorge Castillo, que és el pare de Laurel Castillo. Es va convertir en una denunciant de l'FBI en assabentar-se que Jorge era el responsable de la mort del fiscal de districte Todd Denver. Tegan és la sòcia directora de la sucursal de Filadèlfia anomenada "Caplan & Gold", succeint a Emmett Crawford.
Emmet Crawford: soci de Caplan & Gold que ofereix a Annalise Keating un lloc de treball.

### Repartiment

#### Principals
| Actor           | Personatge          | Temporada | Temporada | Temporada | Temporada | Temporada | Temporada |
| Actor           | Personatge          | 1         | 2         | 3         | 4         | 5         | 6         |
| --------------- | ------------------- | --------- | --------- | --------- | --------- | --------- | --------- |
| Viola Davis     | Annalise Keating    | Principal | Principal | Principal | Principal | Principal | Principal |
| Alfred Enoch    | Wes Gibbins         | Principal | Principal | Principal | Convidat  |           | Convidat  |
| Billy Brown     | Nate Lahey          | Principal | Principal | Principal | Principal | Principal | Principal |
| Jack Falahee    | Connor Walsh        | Principal | Principal | Principal | Principal | Principal | Principal |
| Katie Findlay   | Rebecca Sutter      | Principal | Convidat  |           |           |           |           |
| Aja Naomi King  | Michaela Pratt      | Principal | Principal | Principal | Principal | Principal | Principal |
| Matt McGorry    | Asher Millstone     | Principal | Principal | Principal | Principal | Principal | Principal |
| Karla Souza     | Laurel Castillo     | Principal | Principal | Principal | Principal | Principal | Convidat  |
| Charlie Weber   | Frank Delfino       | Principal | Principal | Principal | Principal | Principal | Principal |
| Liza Weil       | Bonnie Winterbottom | Principal | Principal | Principal | Principal | Principal | Principal |
| Conrad Ricamora | Oliver Hampton      | Recurrent | Recurrent | Principal | Principal | Principal | Principal |
| Amirah Vann     | Tegan Price         |           |           |           | Recurrent | Principal | Principal |
| Rome Flynn      | Gabriel Maddox      |           |           |           | Convidat  | Principal | Principal |
| Timothy Hutton  | Emmett Crawford     |           |           |           |           | Principal |           |

#### Secundaris o recurrents
| Actor                  | Personaje                  | Temporada | Temporada | Temporada | Temporada | Temporada | Temporada |
| Actor                  | Personaje                  | 1         | 2         | 3         | 4         | 5         | 6         |
| ---------------------- | -------------------------- | --------- | --------- | --------- | --------- | --------- | --------- |
| Tom Verica             | Sam Keating                | Recurrent | Recurrent | Convidat  | Convidat  | Convidat  | Convidat  |
| Cicely Tyson           | Ophelia Harkness           | Convidat  | Convidat  | Convidat  | Convidat  | Convidat  | Convidat  |
| Megan West             | Lila Stangard              | Recurrent |           |           |           |           |           |
| Alysia Reiner          | Wendy Parks                | Recurrent |           |           |           |           |           |
| Lenny Platt            | Griffin O'Reilly           | Recurrent |           |           |           |           |           |
| Elliot Knight          | Aiden Walker               | Recurrent |           |           |           |           |           |
| Arjun Gupta            | Khan                       | Recurrent |           |           |           |           |           |
| Marcia Gay Harden      | Hannah Keating             | Recurrent |           |           |           |           |           |
| John Posey             | William Millstone          | Convidat  | Recurrent |           |           |           |           |
| Sarah Burns            | Emily Sinclair             | Convidat  | Recurrent |           |           |           |           |
| Esai Morales           | Jorge Castillo             | Convidat  |           | Convidat  | Recurrent |           | Convidat  |
| Jennifer Parsons       | Lydia Millstone            |           | Convidat  |           |           |           | Recurrent |
| Benito Martinez        | Fiscal Todd Denver         |           | Recurrent | Recurrent | Recurrent |           |           |
| Famke Janssen          | Eve Rothlo                 |           | Recurrent | Convidat  |           | Convidat  |           |
| Kendrick Sampson       | Caleb Hapstall             |           | Recurrent |           |           |           |           |
| Amy Okuda              | Catherine Hapstall         |           | Recurrent |           |           |           |           |
| Matt Cohen             | Levi Wescott               |           | Recurrent |           |           |           |           |
| Jefferson White        | Philip Jessup              |           | Recurrent |           |           |           |           |
| Issac Ryan Brown       | Christophe Edmond          |           | Recurrent | Convidat  |           |           |           |
| Kelsey Scott           | Rose Edmond                |           | Recurrent | Convidat  |           |           |           |
| Adam Arkin             | Wallace Mahoney            |           | Recurrent | Convidat  |           |           |           |
| Roxanne Hart           | Sylvia Mahoney             |           | Convidat  | Recurrent |           |           |           |
| Wilson Bethel          | Charles Mahoney            |           | Convidat  | Recurrent |           |           |           |
| Corbin Reid            | Meggy Travers              |           |           | Recurrent |           |           |           |
| Milauna Jackson        | Renee Atwood               |           |           | Recurrent |           |           |           |
| Matthew Risch          | Thomas                     |           |           | Recurrent |           |           |           |
| Dameon J. Clarke       | Detective John Mumford     |           |           | Recurrent |           |           |           |
| Gloria Garayua         | Detective Brianna Davis    |           |           | Recurrent |           |           |           |
| Behzad Dabu            | Simon Drake                |           |           | Recurrent | Recurrent |           |           |
| Lauren Vélez           | Soraya Hargrove            |           |           | Recurrent | Convidat  |           |           |
| L. Scott Caldwell      | Jasmine Bromelle           |           |           | Recurrent | Convidat  |           |           |
| Nicholas Gonzalez      | Dominic Flores             |           |           | Convidat  | Recurrent |           |           |
| Jimmy Smits            | Dr. Isaac Roa              |           |           |           | Recurrent |           |           |
| Kathryn Erbe           | Jacqueline Roa             |           |           |           | Recurrent |           |           |
| Lolita Davidovich      | Sandrine Castillo          |           |           |           | Recurrent |           |           |
| Glynn Turman           | Sr. Nathaniel Lahey        |           |           |           | Recurrent | Recurrent |           |
| John Hensley           | Ronald Miller              |           |           |           | Recurrent | Recurrent |           |
| Melinda Page Hamilton  | Claire Telesco             |           |           |           | Convidat  | Recurrent |           |
| Tamberla Perry         | Theresa Hoff               |           |           |           |           | Recurrent |           |
| Elizabeth Morton       | Julie Winterbottom         |           |           |           |           | Recurrent |           |
| Cynthia Stevenson      | Pam Walsh                  |           |           |           |           | Recurrent |           |
| Terrell Clayton        | Jeffrey Sykes              |           |           |           |           | Recurrent |           |
| Jessica Marie Garcia   | Rhonda Navarro             |           |           |           |           | Recurrent | Recurrent |
| Laura Innes            | Gobernadora Lynne Birkhead |           |           |           |           | Recurrent | Recurrent |
| William R. Moses       | Agente Lanford             |           |           |           |           | Recurrent | Recurrent |
| Gerardo Celesco        | Xavier Castillo            |           |           |           |           | Convidat  | Recurrent |
| Marsha Stephanie Blake | Vivian Maddox              |           |           |           |           |           | Recurrent |
| Jennifer Jalene        | Agente Avery Norris        |           |           |           |           |           | Recurrent |
| Cas Anvar              | Robert Hsieh               |           |           |           |           |           | Recurrent |
| Kelen Coleman          | Chloe Millstone            |           |           |           |           |           | Recurrent |

## Episodis
| Temporada | Temporada | Capítols | Horari     | Emissió original       | Emissió original | Emissió original     | Emissió original | Audiència mitjana (en milions) |
| Temporada | Temporada | Capítols | Horari     | Inici                  | Inici            | Final                | Final            | Audiència mitjana (en milions) |
| --------- | --------- | -------- | ---------- | ---------------------- | ---------------- | -------------------- | ---------------- | ------------------------------ |
|           | 1         | 15       | Dijous 22h | 25 de setembre de 2014 | 14.2             | 26 de febrer de 2015 | 8.99             | 11.40                          |
|           | 2         | 15       | Dijous 22h | 24 de setembre de 2015 | 8.38             | 17 de març de 2016   | 5.29             | 10.26                          |
|           | 3         | 15       | Dijous 22h | 22 de setembre de 2016 | 5.11             | 23 de febrer de 2017 | 4.92             | 7.91                           |
|           | 4         | 15       | Dijous 22h | 28 de setembre de 2017 | 3.96             | 15 de març de 2018   | 3.83             | 6.42                           |
|           | 5         | 15       | Dijous 22h | 27 de setembre de 2018 | 2.93             | 28 de febrer de 2019 | 2.76             | 5.15                           |
|           | 6         | 15       | Dijous 22h | 26 de setembre de 2019 | 2.43             | 14 de maig de 2020   | 3.20             | 4.27                           |

### Temporada 1 (2014-15)
Annalise Keating és una advocada destacada, defensora criminal i professora de dret penal a la Universitat Middleton de Filadèlfia. Selecciona cinc dels seus estudiants de primer any per fer pràctiques a la seva empresa: Wes Gibbins, Connor Walsh, Michaela Pratt, Asher Millstone i Laurel Castillo. Aquests són anomenats com "The Keating 5" i treballen amb els empleats d'Annalise, Frank Delfino i Bonnie Winterbottom, que és també una advocada associada. Es van presentant clients ocasionals de Keating, alhora que s'exploren dos assassinats relacionats tant a través de flashbacks i flashforwards: Lila Stangard, amant del marit d'Annalise i estudiant a Middleton i, després, Sam Keating, marit d'Annalise, que va ser assassinat pels estudiants d'Annalise.

Els primers nou episodis s'alternen entre la cronologia actual en mitjans de comunicació, que representen a Wes, Connor, Michaela i Laurel tapant l’assassinat de Sam ieliminant el seu cos a partir de flashbacks que detallen el curs dels esdeveniments que van conduir a la mort de Sam, inclosa la transformació d’Annalise, implicada en la investigació de Lila Stangard, a instàncies de Wes, que la va portar a descobrir l’afer de Sam i va crear la sospita que ell va matar Lila. Els darrers sis episodis exploren l'intent d'Annalise d'ajudar els seus interns a tapar l'assassinat de Sam i implicar legalment a Sam en la mort de Lila alhora que s'inclouen flashbacks dels últims moments de vida de la Lila. 
| Núm. total | Núm. de la temporada | Títol                       | Direcció         | Guió                                   | Data d'emissió original | Espectadors U.S. (milions) |
| ---------- | -------------------- | --------------------------- | ---------------- | -------------------------------------- | ----------------------- | -------------------------- |
| 1          | 1                    | «Pilot»                     | Michael Offer    | Peter Nowalk                           | 25 de setembre de 2014  | 14.12                      |
| 2          | 2                    | «It's All Her Fault»        | Bill D'Elia      | Peter Nowalk                           | 2 d'octubre de 2014     | 11.94                      |
| 3          | 3                    | «Smile, or Go to Jail»      | Randy Zisk       | Rob Fresco                             | 9 d'octubre de 2014     | 10.81                      |
| 4          | 4                    | «Let's Get to Scooping»     | Laura Innes      | Erika Green Swafford                   | 16 d'octubre de 2014    | 9.79                       |
| 5          | 5                    | «We're Not Friends»         | Mike Listo       | Tracey A. Bellomo                      | 23 d'octubre de 2014    | 9.97                       |
| 6          | 6                    | «Freakin' Whack-a-Mole»     | Bill D'Elia      | Michael Foley                          | 30 d'octubre de 2014    | 8.68                       |
| 7          | 7                    | «He Deserved to Die»        | Eric Stoltz      | Warren Hsu Leonard                     | 6 de novembre de 2014   | 9.18                       |
| 8          | 8                    | «He Has a Wife»             | Debbie Allen     | Doug Stockstill                        | 13 de novembre de 2014  | 9.25                       |
| 9          | 9                    | «Kill Me, Kill Me, Kill Me» | Stephen Williams | Michael Foley & Erika Green Swafford   | 20 de novembre de 2014  | 9.82                       |
| 10         | 10                   | «Hello Raskolnikov»         | Michael Offer    | Marcus Dalzine                         | 29 de gener de 2015     | 9.18                       |
| 11         | 11                   | «Best Christmas Ever»       | Michael Katleman | Tracy A. Bellomo & Warren Hsu Leonard  | 5 de febrer de 2015     | 8.34                       |
| 12         | 12                   | «She's a Murderer»          | Bill D'Elia      | Erika Harrison                         | 12 de febrer de 2015    | 8.44                       |
| 13         | 13                   | «Mama's Here Now»           | Mike Listo       | Erika Green Swafford & Doug Stockstill | 19 de febrer de 2015    | 8.86                       |
| 14         | 14                   | «The Night Lila Died»       | Laura Innes      | Michael Foley                          | 26 de febrer de 2015    | 8.99                       |
| 15         | 15                   | «It's All My Fault»         | Bill D'Elia      | Peter Nowalk                           | 26 de febrer de 2015    | 8.99                       |

### Temporada 2 (2015-16)
Els primers nou episodis se centren en la defensa d'Annalise de Caleb i Catherine Hapstall, que van ser acusats de torturar i assassinar els seus pares adoptius. Al mateix temps, Wes s'uneix amb el germà d’acollida de Rebecca per intentar trobar-la. Connor lluita per la seva relació amb Oliver, mentre que Asher treballa amb ADA Emily Sinclair per protegir els seus secrets. A la meitat de la temporada, el personatge de Sinclair és assassinat i Annalize ajuda a tapar la situació fent que Wes li dispari a l'estòmac.

La segona part de la temporada se centra en la investigació de Wes sobre el suïcidi de la seva mare deu anys abans. Els flashbacks utilitzats revelen que Annalise podria estar involucrada amb aquest succés. La temporada acaba amb Annalise descobrint que Frank va ser el responsable de l'accident de cotxe que va matar el fill d'Annalise que havia de néixer. Michaela i Asher connecten i Wes es troba amb el seu pare biològic just abans que aquest sigui assassinat per trets d'un tirador desconegut.
| Núm. total | Núm. de la temporada | Títol                             | Direcció           | Guió                                 | Data d'emissió original | Espectadors U.S. (milions) |
| ---------- | -------------------- | --------------------------------- | ------------------ | ------------------------------------ | ----------------------- | -------------------------- |
| 16         | 1                    | «It's Time to Move On»            | Bill D'Elia        | Peter Nowalk                         | 24 de setembre de 2015  | 8.38                       |
| 17         | 2                    | «She's Dying»                     | Rob Hardy          | Erika Green Swafford                 | 1 d'octubre de 2015     | 7.53                       |
| 18         | 3                    | «It's Called the Octopus»         | John Terlesky      | Joe Fazzio                           | 8 d'octubre de 2015     | 7.22                       |
| 19         | 4                    | «Skanks Get Shanked»              | Stephen Williams   | Angela Robinson                      | 15 d'octubre de 2015    | 6.81                       |
| 20         | 5                    | «Meet Bonnie»                     | Stephen Cragg      | Sarah L. Thompson                    | 22 d'octubre de 2015    | 6.95                       |
| 21         | 6                    | «Two Birds, One Millstone»        | Mike Listo         | Michael Foley                        | 29 d'octubre de 2015    | 6.27                       |
| 22         | 7                    | «I Want You to Die»               | Kevin Bray         | Warren Hsu Leonard                   | 5 de novembre de 2015   | 6.49                       |
| 23         | 8                    | «Hi, I'm Philip»                  | Jennifer Getzinger | Tanya Saracho                        | 12 de novembre de 2015  | 6.71                       |
| 24         | 9                    | «What Did We Do?»                 | Bill D'Elia        | Michael Foley & Erika Green Swafford | 19 de novembre de 2015  | 7.19                       |
| 25         | 10                   | «What Happened to You, Annalise?» | Laura Innes        | J. C. Lee                            | 11 de febrer de 2016    | 5.82                       |
| 26         | 11                   | «She Hates Us»                    | Bill D'Elia        | Erika Harrison                       | 18 de febrer de 2016    | 4.88                       |
| 27         | 12                   | «It's a Trap»                     | Mike Listo         | Joe Fazzio & Tanya Saracho           | 25 de febrer de 2016    | 4.86                       |
| 28         | 13                   | «Something Bad Happened»          | Zetna Fuentes      | Michael Foley & Warren Hsu Leonard   | 3 de març de 2016       | 4.53                       |
| 29         | 14                   | «There's My Baby»                 | Stephen Williams   | J.C. Lee & Erika Harrison            | 10 de març de 2016      | 4.80                       |
| 30         | 15                   | «Anna Mae»                        | Bill D'Elia        | Peter Nowalk                         | 17 de març de 2016      | 5.29                       |

### Temporada 3 (2016-17)
Després de la mort de Wallace Mahoney, els cinc estudiants intenten seguir endavant. Un nou misteri apareix al voltant de l'incendi de la casa d'Annalise, on es va trobar un cos en el seu interior. Els esdeveniments condueixen a Annalise a iniciar un bufet legal gratuït alhora que lluita contra l'alcoholisme. Oliver comença a treballar per a Annalise i deixa Connor degut al seu dol per haver rebutjat i amagat la carta d'acceptació de Connor a la Universitat Stanford. La relació sentimental de Michaela i Asher comença a progressar, igual que la de Wes i Laurel, i Frank comença a treballar per expiar la mort del fill d'Annalise. Al final de la temporada es revela que Wes era el cos trobat a l'incendi però que va ser assassinat abans del foc. Annalise es troba de devastada per la mort d'aquest. Frank intenta ajudar a Annalise confessant que va matar Wes. Es revela a més que la mort de Wes va ser encarregada pel pare de Laurel, que va desaprovar la seva relació.
| Núm. total | Núm. de la temporada | Títol                                | Direcció              | Guió                 | Data d'emissió original | Espectadors U.S. (milions) |
| ---------- | -------------------- | ------------------------------------ | --------------------- | -------------------- | ----------------------- | -------------------------- |
| 31         | 1                    | «We're Good People Now»              | Bill D'Elia           | Peter Nowalk         | 22 de setembre de 2016  | 5.11                       |
| 32         | 2                    | «There Are Worse Things Than Murder» | Zetna Fuentes         | Angela Robinson      | 29 de setembre de 2016  | 4.33                       |
| 33         | 3                    | «Always Bet Black»                   | Stephen Cragg         | Joe Fazzio           | 6 d'octubre de 2016     | 4.40                       |
| 34         | 4                    | «Don't Tell Annalise»                | Kevin Rodney Sullivan | Erika Green Swafford | 13 d'octubre de 2016    | 4.00                       |
| 35         | 5                    | «It's About Frank»                   | Jann Turner           | J. C. Lee            | 20 d'octubre de 2016    | 4.29                       |
| 36         | 6                    | «Is Someone Really Dead?»            | Sharat Raju           | Fernanda Coppel      | 27 d'octubre de 2016    | 4.07                       |
| 37         | 7                    | «Call It Mother's Intuition»         | Mike Smith            | Erika Harrison       | 3 de novembre de 2016   | 4.08                       |
| 38         | 8                    | «No More Blood»                      | Jet Wilkinson         | Morenike Balogun     | 10 de novembre de 2016  | 4.32                       |
| 39         | 9                    | «Who's Dead?»                        | Bill D'Elia           | Michael Foley        | 17 de novembre de 2016  | 4.95                       |
| 40         | 10                   | «We're Bad People»                   | Jennifer Getzinger    | Sarah L. Thompson    | 26 de gener de 2017     | 5.41                       |
| 41         | 11                   | «Not Everything's About Annalise»    | Nicole Rubio          | Abby Ajayi           | 2 de febrer de 2017     | 4.69                       |
| 42         | 12                   | «Go Cry Somewhere Else»              | Cherie Nowlan         | Daniel Robinson      | 9 de febrer de 2017     | 4.92                       |
| 43         | 13                   | «It's War»                           | Hanelle Culpepper     | Brendan Kelly        | 16 de febrer de 2017    | 4.66                       |
| 44         | 14                   | «He Made a Terrible Mistake»         | Jet Wilkinson         | Joe Fazzio           | 23 de febrer de 2017    | 4.92                       |
| 45         | 15                   | «Wes»                                | Bill D'Elia           | Peter Nowalk         | 23 de febrer de 2017    | 4.92                       |

### Temporada 4 (2017-18)
A la quarta temporada, Annalise, treballa amb un terapeuta, el doctor Isaac Roa, per a recuperar-se del seu problema amb l'alcohol alhora que es separa dels seus 4 estudiants per protegir-los d'ella mateixa. Inicialment talla els lligams amb Bonnie (que es trasllada a l'oficina del Fiscal del districte de Filadèlfia com a advocada adjunta) Laurel s'obsessiona en descobrir què va succeir la nit de l'assassinat de Wes i acaba descobrint que el seu pare, Jorge Castillo, i un amic de tota la vida, en Dominic, són els responsable de l'assassinat de Wes. A partir d'aquí, traça un pla per robar proves incriminatòries del seu despatx d'advocats amb l'ajuda de Michaela, Oliver, Frank i Asher. Durant el robatori de dades, el seu company de classe Simon (Behzad Dabu) es dispara accidentalment amb l'arma de Laurel, cosa que condueix a la detenció d'Asher, i Laurel entra en un treball prematur després de ser atropellada accidentalment per Frank. Annalise salva amb èxit el nadó. No obstant això, Jorge reclama la custòdia del seu net presentant proves de malaltia mental de Laurel. La mare de Laurel arriba inesperadament per "ajudar" Laurel a lluitar contra el seu pare. Mentrestant, Annalise cerca diverses alternatives de guanyar la seva demanda col·lectiva contra l'estat per errors judicials, que bàsicament consisteixen en quan una persona és condemnada per un delicte que no ha comès. 
| Núm. total | Núm. de la temporada | Títol                                   | Direcció         | Guió                                 | Data d'emissió original | Espectadors U.S. (milions) |
| ---------- | -------------------- | --------------------------------------- | ---------------- | ------------------------------------ | ----------------------- | -------------------------- |
| 46         | 1                    | «I'm Going Away»                        | Jet Wilkinson    | Peter Nowalk                         | 28 de setembre de 2017  | 3.96                       |
| 47         | 2                    | «I'm Not Her»                           | Paris Barclay    | Maya Goldsmith                       | 5 d'octubre de 2017     | 3.88                       |
| 48         | 3                    | «It's for the Greater Good»             | Nicole Rubio     | Erika Harrison                       | 12 d'octubre de 2017    | 3.88                       |
| 49         | 4                    | «Was She Ever Good at Her Job?»         | Mike Smith       | Michael Russo                        | 19 d'octubre de 2017    | 3.56                       |
| 50         | 5                    | «I Love Her»                            | Lexi Alexander   | Sarah L. Thompson                    | 26 d'octubre de 2017    | 3.56                       |
| 51         | 6                    | «Stay Strong, Mama»                     | Cherie Nowlan    | Morenike Balogun                     | 2 de novembre de 2017   | 3.56                       |
| 52         | 7                    | «Nobody Roots for Goliath»              | Nzingha Stewart  | Daniel Robinson                      | 9 de novembre de 2017   | 3.71                       |
| 53         | 8                    | «Live. Live. Live.»                     | Rob Hardy        | Joe Fazzio                           | 16 de novembre de 2017  | 3.72                       |
| 54         | 9                    | «He's Dead»                             | Jet Wilkinson    | Abby Ajayi                           | 18 de gener de 2018     | 3.80                       |
| 55         | 10                   | «Everything We Did Was for Nothing»     | Jonathan Brown   | Matthew Cruz                         | 25 de gener de 2018     | 3.54                       |
| 56         | 11                   | «He's a Bad Father»                     | Marta Cunningham | Maya Goldsmith                       | 1 de febrer de 2018     | 3.68                       |
| 57         | 12                   | «Ask Him About Stella»                  | Stephen Cragg    | Tess Leibowitz                       | 8 de febrer de 2018     | 3.26                       |
| 58         | 13                   | «Lahey v. Commonwealth of Pennsylvania» | Zetna Fuentes    | Morenike Balogun & Sarah L. Thompson | 1 de març de 2018       | 4.14                       |
| 59         | 14                   | «The Day Before He Died»                | Scott Printz     | Joe Fazzio                           | 8 de març de 2018       | 3.36                       |
| 60         | 15                   | «Nobody Else Is Dying»                  | Jet Wilkinson    | Peter Nowalk                         | 15 de març de 2018      | 3.83                       |

### Temporada 5 (2018-2019)
Després de la victòria col·lectiva d'Annalise Keating al Tribunal Suprem, ella i els seus associats intenten iniciar un nou capítol a les seves vides. Annalise comença a treballar a Caplan & Gold per tal de poder utilitzar els seus recursos per als seus casos d’acció col·lectiva, mentre que també torna a treballar a Middleton. Michaela Pratt, Connor Walsh, Asher Millstone i Laurel Castillo comencen el seu tercer any a la facultat de dret i un nou estudiant, Gabriel Maddox, s'uneix al grup a la classe d’Annalise. Mentrestant, Frank intenta esbrinar la veritable raó per la qual Maddox va venir a Middleton. Asher comença a treballar amb la Bonnie a l'oficina del fiscal del districte de Filadèlfia mentre hi fa pràctiques. Al mateix temps, Connor i Oliver Hampton comencen a planificar el seu casament, cosa que es veu a través de nous flashforwards que revelen un nou assassinat. 
| Núm. total | Núm. de la temporada | Títol                                    | Direcció           | Guió                              | Data d'emissió original | Espectadors U.S. (milions) |
| ---------- | -------------------- | ---------------------------------------- | ------------------ | --------------------------------- | ----------------------- | -------------------------- |
| 61         | 1                    | «Your Funeral»                           | Stephen Cragg      | Peter Nowalk                      | 27 de setembre de 2018  | 2.93                       |
| 62         | 2                    | «Whose Blood Is That?»                   | Mike Smith         | Sarah L. Thompson                 | 4 d'octubre de 2018     | 3.02                       |
| 63         | 3                    | «The Baby Was Never Dead»                | Valerie Weiss      | Erika Harrison                    | 11 d'octubre de 2018    | 3.22                       |
| 64         | 4                    | «It's Her Kid»                           | Cherie Nowlan      | Maisha Closson                    | 18 d'octubre de 2018    | 2.74                       |
| 65         | 5                    | «It Was the Worst Day of My Life»        | Laura Innes        | Michael Russo                     | 25 d'octubre de 2018    | 2.93                       |
| 66         | 6                    | «We Can Find Him»                        | Jonathan Brown     | Tess Leibowitz                    | 1 de novembre de 2018   | 2.86                       |
| 67         | 7                    | «I Got Played»                           | Eric Laneuville    | Maya Goldsmith                    | 8 de novembre de 2018   | 3.02                       |
| 68         | 8                    | «I Want to Love You Until the Day I Die» | Stephen Cragg      | Joe Fazzio                        | 15 de novembre de 2018  | 3.13                       |
| 69         | 9                    | «He Betrayed Us Both»                    | John Terlesky      | Daniel Robinson                   | 17 de gener de 2019     | 2.84                       |
| 70         | 10                   | «Don't Go Dark on Me»                    | Cherie Nowlan      | Sara Rose Feinberg                | 24 de gener de 2019     | 2.74                       |
| 71         | 11                   | «Be the Martyr»                          | Alrick Riley       | Matthew Cruz                      | 31 de gener de 2019     | 2.58                       |
| 72         | 12                   | «We Know Everything»                     | Jennifer Getzinger | Michael Russo & Sarah L. Thompson | 7 de febrer de 2019     | 2.74                       |
| 73         | 13                   | «Where Are Your Parents?»                | DeMane Davis       | Maya Goldsmith & Daniel Robinson  | 14 de febrer de 2019    | 2.57                       |
| 74         | 14                   | «Make Me the Enemy»                      | Mike Smith         | Erika Harrison & Matthew Cruz     | 21 de febrer de 2019    | 2.56                       |
| 75         | 15                   | «Please Say No One Else Is Dead»         | Stephen Cragg      | Joe Fazzio                        | 28 de febrer de 2019    | 2.76                       |

### Temporada 6 (2019-2020)
Després de les desaparicions de Laurel i Christopher juntament amb la mort d'Emett Crawford al final de la temporada anterior, Annalise decideix anar a un centre de rehabilitació. Torna just a temps per ajudar els seus estudiants estrella restants a avançar el seu últim semestre de la facultat de dret. Mentrestant, Michaela, Connor i Asher continuen buscant la seva amiga i el seu fill mentre es preparen per a la graduació i el món real, participant en casos reals i sense la supervisió d'Annalise. Tanmateix, tothom entra en alerta màxima quan l’FBI, a instàncies del governador Birkhead, obre una investigació sobre Annalise, els seus estudiants i associats, i tots els assassinats en què han estat involucrats. S'introdueix un nou misteri al voltant de l'assassinat d'un altre personatge, Annalise. 
| Núm. total | Núm. de la temporada | Títol                                             | Direcció          | Guió                               | Data d'emissió original | Espectadors U.S. (milions) |
| ---------- | -------------------- | ------------------------------------------------- | ----------------- | ---------------------------------- | ----------------------- | -------------------------- |
| 76         | 1                    | «Say Goodbye»                                     | Stephen Cragg     | Sarah L. Thompson                  | 26 de setembre de 2019  | 2.43                       |
| 77         | 2                    | «Vivian's Here»                                   | Mike Smith        | Michael Russo                      | 3 d'octubre de 2019     | 2.56                       |
| 78         | 3                    | «Do You Think I'm a Bad Man?»                     | Catriona McKenzie | Daniel Robinson                    | 10 d'octubre de 2019    | 2.23                       |
| 79         | 4                    | «I Hate the World»                                | Scott Printz      | Matthew Cruz                       | 17 d'octubre de 2019    | 2.10                       |
| 80         | 5                    | «We're All Gonna Die»                             | Felix Alcala      | Sara Rose Feinberg                 | 24 d'octubre de 2019    | 2.25                       |
| 81         | 6                    | «Family Sucks»                                    | Laura Innes       | Vanessa James Benton               | 31 d'octubre de 2019    | 2.16                       |
| 82         | 7                    | «I'm the Murderer»                                | Lily Mariye       | Laurence Andries                   | 7 de novembre de 2019   | 2.21                       |
| 83         | 8                    | «I Want to Be Free»                               | Alrick Riley      | Hadi Nicholas Deeb                 | 14 de novembre de 2019  | 2.28                       |
| 84         | 9                    | «Are You the Mole?»                               | Stephen Cragg     | Maisha Closson                     | 21 de novembre de 2019  | 2.16                       |
| 85         | 10                   | «We're Not Getting Away With It»                  | Sheelin Choksey   | Tess Leibowitz                     | 2 d'abril de 2020       | 2.91                       |
| 86         | 11                   | «The Reckoning»                                   | DeMane Davis      | Inda Craig-Galván                  | 9 d'abril de 2020       | 2.78                       |
| 87         | 12                   | «Let's Hurt Him»                                  | Janice Cooke      | Daniel Robinson & Matthew Cruz     | 16 d'abril de 2020      | 2.81                       |
| 88         | 13                   | «What If Sam Wasn't the Bad Guy This Whole Time?» | Dawn Wilkinson    | Ricardo C. Lira                    | 30 d'abril de 2020      | 2.77                       |
| 89         | 14                   | «Annalise Keating Is Dead»                        | John Terlesky     | Sarah L. Thompson & Tess Leibowitz | 7 de maig de 2020       | 2.69                       |
| 90         | 15                   | «Stay»                                            | Stephen Cragg     | Peter Nowalk                       | 14 de maig de 2020      | 3.20                       |

## Producció

### Desenvolupament
El 19 d'agost de 2013, ABC va comprar a Shondaland Productions el concepte original, produït per Shonda Rhimes i Betsy Beers. El guió de l'episodi pilot va ser escrit per Peter Nowald, productor supervisor de la coneguda sèria Anatomia de Grey. ABC el 19 de desembre de 2013 va demanar la realització del pilot de la sèrie, que es va obtenir el 8 de maig de 2014 pensat per a una temporada de televisió 2014-15 i que va ser filmat principalment a Filadèlfia i Collegeville, Pennsilvània i dirigit per Michael Offer. A la gira de premsa de l'Associació de Crítics de Televisió del juliol de 2014, es va anunciar que How to Get Away with Murder seria una sèrie limitada a 15 o 16 episodis per temporada. El 9 d'octubre de 2014, es va desvelar que la sèrie presentaria una temporada completa de 15 episodis.
La sèrie va ser renovada per una segona temporada el 7 de maig de 2015 per ABC.Això va ser confirmat mitjançant una promoció que seguia el final de la primera temporada i una declaració de Viola Davis que també confirmava la renovació ja en acabar el rodatge de la primera temporada. Aquesta seria formada per 15 episodis, igual que l'anterior. La producció va començar el 21 de maig de 2015, amb Shonda Rhimes anunciant a Twitter que Peter Nowalk i els seus escriptors estaven en ple desenvolupament de la segona temporada. El 23 de juliol de 2015, Entertainment Weekly va informar que, la identitat de l'assassina de Rebecca es revelaria en l'estrena de la temporada. El 17 d'agost de 2015, quan encara faltava més d'un mes per l'estrena de la temporada, es va publicar un pòster promocional.
La sèrie es va renovar per una tercera temporada el 3 de març de 2016, juntament amb diverses altres sèries d’ABC. Es va anunciar que la tercera temporada s'estrenaria el 22 de setembre de 2016. La producció va començar el 27 de maig de 2016, quan, Peter Nowalk, anuncià a Twitter que el personal de l'escriptor estava en ple desenvolupament escrivint la tercera temporada. El 9 d'agost de 2016 es va publicar un pòster promocional que mostrava Viola Davis com a Annalise Keating. ABC va llançar una promoció per a la tercera temporada el 29 d'agost de 2016.
La sèrie va ser renovada per una quarta temporada el 10 de febrer de 2017 per ABC.
ABC va renovar la sèrie per una cinquena temporada l'11 de maig de 2018 i es va estrenar el 27 de setembre de 2018.
El 10 de maig de 2019, la sèrie es va renovar per una sisena temporada que es va estrenar el 26 de setembre de 2019. L'11 de juliol de 2019 es va informar que la sisena temporada seria l'última temporada.

### Càsting
El 21 de gener de 2014, es va anunciar que Matt McGorry formaria del repartiment interpretant a l'estudiant de dret Asher Millstone. Aquest va ser el primer membre que es confirmà. Al llarg dels mesos de febrer i març de 2014, es van anunciar altres papers: Aja Naomi King, Jack Falahee, Alfred Enoch i Karla Souza com a estudiants de dret; Katie Findlay com a estudiant amb problemes amb les drogues;  Charlie Weber com a advocat associat a la professora Keating;  Billy Brown com a interès amorós extraconjugal de la professora Keating ;  el veterà actor i productor Tom Verica com a marit de la professor Keating;  i Liza Weil com una de les dues associades d'Annalise.
El 25 de febrer de 2014, es va anunciar que Shonda Rhimes havia escollit a Viola Davis com a protagonista de la sèrie amb el paper de la professora Annalise Keating. L'11 d'agost de 2014, es va anunciar que l'actriu Alysia Reiner, de la sèrie Orange is the New Black alum, s'havia afegit al repartiment com a fiscal que aniria en contra d'Annalise. El 4 de novembre de 2014, es va anunciar que la guanyadora de l'Oscar, Marcia Gay Harden, apareixeria a la primera temporada amb un paper secundari. El 15 de desembre de 2014 es va anunciar que Cicely Tyson, nominada a l'Oscar i guanyadora dels Emmy, apareixeria en un episodi de la mateixa temporada.
El 14 de juliol de 2015 es va anunciar que la segona temporada presentaria diversos personatges nous, destacant-ne una família. Katie Findlay tornaria a interpretar al personatge de Rebecca Sutter, assassinat al final de la primera temporada. El 22 de juliol de 2015 es va anunciar que Kendrick Sampson, conegut per la sèrie The Vampire Diaries, s'uniria al repartiment de la segona temporada i es presentaria a l'estrena d'aquesta. El 31 de juliol de 2015 s'anuncià que Famke Janssen s'uniria al repartiment com a brillant advocada defensora d'un arc de diversos episodis i que apareixeria per primera vegada a l'estrena de la temporada.
Matt Cohen va ser anunciat l'11 d'agost de 2015 per repetir-se en la segona temporada com a Levi Wescott, que es descriu com un home sensual de la classe treballadora. Al mateix any, Sherri Saum va ser escollida com a estrella convidada i s'anuncià que Amy Okuda formaria part del repartiment. El 14 de gener de 2016 es va anunciar que Wilson Bethel, Adam Arkin i Roxanne Hart s'unirien a la sèrie per interpretar a la família Mahoney.
Després del finalitzar la segona temporada, es va anunciar que l'alumna de Dexter, Lauren Vélez, s'havia unit al repartiment en un paper recurrent com a directora de la Universitat de Middleton. El 6 d'agost de 2016, es va anunciar que Esai Morales i Amy Madigan s'havien unit al repartiment com a estrelles convidades per a la tercera temporada i, el 31 del mateix mes, s'anuncià Mary J. Blige havia aconseguit un paper a la sèrie.
El 7 de juny de 2018 es va anunciar que Rome Flynn, que havia fet una aparició com a Gabriel Maddox al final de la quarta temporada, formaria part dels personatges principals a la cinquena temporada. El 18 de juliol, es va informar que Amirah Vann, que va aparèixer com Tegan Price durant la quarta temporada, també s'uniria al repartiment habitual per a la cinquena temporada. El 30 de juliol de 2018 es va anunciar que Timothy Hutton s'havia unit al repartiment principal per a la mateixa temporada.

### Filmació
L'episodi pilot es va filmar a la Universitat del Sud de Califòrnia a Los Angeles, Califòrnia; a Filadèlfia, Pennsilvània; Bryn Mawr College, Pennsilvània i al’ Ursinus College a Collegeville, també a Pennsilvània. La producció va començar el 21 de maig de 2015, amb Shonda Rhimes anunciant a Twitter que Peter Nowalk i els seus escriptors estaven en ple desenvolupament de la segona temporada.

## Recepció

### Resposta crítica
La primera temporada de How to Get Away with Murder va rebre crítiques positives, amb la majoria d’elogis a l’actuació de Viola Davis. A Rotten Tomatoes, té una qualificació d’aprovació del 85% basada en 56 comentaris, amb una qualificació mitjana de 7,11 / 10. El consens crític del lloc diu: " Com sortir de l'assassinat no és conceptualment original, però ofereix emocions amb girs melodramàtics i un avantatge captivador". Metacritic va donar a la primera temporada un resultat de 68 sobre 100, basat en 30 crítics, indicant "crítiques generalment favorables".
| Temporada | Rotten Tomatoes     | Metacrític         |
| --------- | ------------------- | ------------------ |
| 1         | 85% (56 comentaris) | 68 (30 comentaris) |
| 2         | 93% (87 comentaris) | N / A              |
| 3         | 90% (30 comentaris) | N / A              |
| 4         | 100% (8 comentaris) | N / A              |
| 5         | 83% (6 comentaris)  | N / A              |
| 6         | 80% (5 comentaris)  | N / A              |

Mary McNamara, del Los Angeles Times', va escriure sobre l'actuació de Viola Davis: "... tots els ulls estan posats a Davis, guanyadora d'un premi Tony i nominada a l'Oscar. Magnètica i intimidant, Davis crea una superfície implacable sota la qual brilla tota mena de flota i emocions sorpreses. El desig i la por, la certesa, el dubte de si mateix i la resolució es conjuren en un mateix instant amb l'angle d'una mirada, la baixada d'una parpella i després es deixen anar com si mai no hi haguessin estat." David Hinckle, de New York Daily News, va dir que la sèrie no té prou diversió a diferència de les altres sèries de Rhimes. Frazier Moore, dAssociated Press, va escriure que la sèrie "promet ser sinuosa, malvada, fosca i divertida. Alhora, és protagonitzada per Viola Davis, que dona vida a un personatge d'infinits càlculs i misteri".
La segona temporada també va rebre crítiques positives. A Rotten Tomatoes, té una qualificació d’aprovació del 93% basada en 87 comentaris, amb una qualificació mitjana de 8,19 / 10. El consens crític del lloc diu: "Desenvolupant una narració més forta aquesta temporada, How To Get Away with Murder, llença xocs més inversemblants i participacions més altes a la barreja, afegint combustible absurd a un foc addictiu". Lesley Brock, de la revista Paste, va elogiar l'escriptura de la segona temporada: "No passaria més enllà de How to Get Away with Murder, que ha capgirat totes les altres línies argumentals de la sèrie ABC i ha demostrat que res és impossible, llançar incest en una barreja ja atzarosa ". Brock va donar a la temporada una puntuació de 9 sobre 10. Kyle Anderson, d'Entertainment weekly, va escriure que, amb Davis al capdavant, la sèrie pot sortir amb qualsevol cosa.
La tercera temporada, una vegada més, també va rebre crítiques positives. A Rotten Tomatoes, té una valoració del 90% basada en 30 comentaris, amb una valoració mitjana de 7,52 / 10. El consens crític del lloc diu: "Tens i tens, How to get away with murder continua intensificant el seu joc".
"Gruporirica" ens dona 5 raons per les quals hauríem de veure la sèrie. Entre aquestes trobem que diuen: "no és una sèrie d'advocats qualsevol". Eric Mendo, de ElrinconTv, va donar molt bones crítiques a les dues primeres temporades, especialment a la segona. Va dir: "Se li podran atribuir moltes coses a la sèrie, però el final de la meitat de la segona temporada de How to Get Away with Murder demostra un cop més que és invencible pel que fa a girs de guió, addicció i adrenalina durant els 40 minuts que duren els seus capítols".
Un dels aspectes més destacats positivament de la sèrie és l'actuació de Viola Davis com Annalise Keating. Fins i tot, la mateixa actriu ha destacat aquest paper a partir de comentaris com: "A mi no m'interessa la trama sinó el personatge i no tinc cap interès en etiquetar a Annalise. Ja n'hi ha prou de tòpics, d'adjectius com forta, sensual o matriarcal que acompanyen els papers que ofereixen a les negres. Jo la veig com una persona real" o "He tingut una carrera de 30 anys i poques vegades he aconseguit un paper que donés tant de joc. Aquest paper és únic i, des del meu punt de vista, Annalise Keating ha canviat el joc. Crec que el desafiament ha estat no permetre que l'audiència dictés la situació del personatge. Hem creat per a la posteritat una dona audaç, desordenada i a qui no li importa no ser amable."

## Premis i nominacions
| Año  | Premi                                 | Categoria                                           | Nominats                                                  | Resultado | Ref.    |
| ---- | ------------------------------------- | --------------------------------------------------- | --------------------------------------------------------- | --------- | ------- |
| 2014 | American Film Institute Awards        | Programa de televisió de l'any                      | Programa de televisió de l'any                            | Guanyador | [ 142 ] |
| 2014 | TV Guide Award                        | Nou programa de televisió preferit                  | Nou programa de televisió preferit                        | Nominat   |         |
| 2015 | BET Awards                            | Millor actriu                                       | Viola Davis                                               | Nominat   | [ 143 ] |
| 2015 | 5th Critics' Choice Television Awards | Millor actriu en sèrie de drama                     | Viola Davis                                               | Nominat   | [ 144 ] |
| 2015 | 5th Critics' Choice Television Awards | Millor Estrella Convidada en Sèrie de Drama         | Cicely Tyson                                              | Nominat   | [ 144 ] |
| 2015 | EWwy Award                            | Millor sèrie de drama                               | Millor sèrie de drama                                     | Nominat   | [ 145 ] |
| 2015 | GALECA Award                          | Sèrie de televisió de drama de l'any                | Sèrie de televisió de drama de l'any                      | Nominat   | [ 146 ] |
| 2015 | GALECA Award                          | Millor actuació de l'any - Actriu                   | Viola Davis                                               | Nominat   | [ 146 ] |
| 2015 | 26th GLAAD Media Awards               | Millor sèrie de drama                               | Millor sèrie de drama                                     | Guanyador | [ 147 ] |
| 2015 | 72nd Golden Globe Awards              | Millor actriu en una sèrie de televisió - Drama     | Viola Davis                                               | Nominat   | [ 148 ] |
| 2015 | 46th NAACP Image Awards               | Millor sèrie de drama                               | Millor sèrie de drama                                     | Guanyador | [ 149 ] |
| 2015 | 46th NAACP Image Awards               | Millor actriu en una sèrie dramàtica                | Viola Davis                                               | Guanyador | [ 149 ] |
| 2015 | 46th NAACP Image Awards               | Millor actriu de repartiment en una sèrie dramàtica | Aja Naomi King                                            | Nominat   | [ 149 ] |
| 2015 | 46th NAACP Image Awards               | Millor actor de repartimen en una sèrie dramàtica   | Alfred Enoch                                              | Nominat   | [ 149 ] |
| 2015 | 46th NAACP Image Awards               | Millor escriptor per una sèrie dramàtica            | Erika Green Swafford ("Let's Get to Scooping")            | Guanyador | [ 149 ] |
| 2015 | OFTA Television Award                 | Millor actriu en una sèrie de drama                 | Viola Davis                                               | Nominat   | [ 150 ] |
| 2015 | 41st People's Choice Awards           | Nou Drama de TV preferit                            | Nou Drama de TV preferit                                  | Nominat   | [ 151 ] |
| 2015 | 41st People's Choice Awards           | Actriu preferida en una nova sèrie de TV            | Viola Davis                                               | Guanyador | [ 151 ] |
| 2015 | 67th Primetime Emmy Awards            | Millor actriu principal en una sèrie dramàtica      | Viola Davis                                               | Guanyador | [ 152 ] |
| 2015 | 67th Primetime Emmy Awards            | Millor actriu convdidada en una sèrie dramàtica     | Cicely Tyson                                              | Nominat   | [ 152 ] |
| 2015 | 21st Screen Actors Guild Awards       | Millor actriu en una sèrie dramàtica                | Viola Davis                                               | Guanyador | [ 153 ] |
| 2015 | 31st TCA Awards                       | Assoliment individual en el drama                   | Viola Davis                                               | Nominat   | [ 154 ] |
| 2016 | 31st Artios Awards                    | Càsting, Televisió Pilot: Drama                     | Linda Lowy, Diane Heery, Jason Loftus, Jamie Castro       | Nominat   | [ 155 ] |
| 2016 | 6th Critics' Choice Television Awards | Millor actriu en una sèrie dramàtica                | Viola Davis                                               | Nominat   | [ 156 ] |
| 2016 | 73rd Golden Globe Awards              | Millor actriu en una sèrie de TV - Drama            | Viola Davis                                               | Nominat   | [ 157 ] |
| 2016 | 47th NAACP Image Awards               | Millor sèrie de Drama                               | Millor sèrie de Drama                                     | Nominado  | [ 158 ] |
| 2016 | 47th NAACP Image Awards               | Artista de l'any                                    | Viola Davis                                               | Nominat   | [ 158 ] |
| 2016 | 47th NAACP Image Awards               | Millor actriu en una sèrie dramàtica                | Viola Davis                                               | Nominat   | [ 158 ] |
| 2016 | 47th NAACP Image Awards               | Millor actriu de repartiment en una sèrie dramàtica | Cicely Tyson                                              | Nominat   | [ 158 ] |
| 2016 | 47th NAACP Image Awards               | Millor actor de repartiment en una sèrie dramàtica  | Alfred Enoch                                              | Nominat   | [ 158 ] |
| 2016 | 47th NAACP Image Awards               | Millor escriptor per una sèrie dramàtica            | Erika Green Swafford, Doug Stockstill ("Mama's Here Now") | Nominat   | [ 158 ] |
| 2016 | 42nd People's Choice Awards           | Xarxa de TV preferidaDrama                          | Xarxa de TV preferidaDrama                                | Nominat   | [ 159 ] |
| 2016 | 42nd People's Choice Awards           | Actriu de televisió dramàtica preferida             | Viola Davis                                               | Nominat   | [ 159 ] |
| 2016 | 22nd Screen Actors Guild Awards       | Millor actuació d'una actriu en una sèrie dramàtica | Viola Davis                                               | Guanyador | [ 160 ] |
| 2016 | 27th GLAAD Media Awards               | Millor sèrie de drama                               | Millor sèrie de drama                                     | Nominat   | [ 161 ] |
| 2016 | Gold Derby Awards                     | Millor actriu de drama                              | Viola Davis                                               | Nominat   | [ 162 ] |
| 2016 | Gold Derby Awards                     | Millor actriu convidada de drama                    | Famke Janssen                                             | Nominat   | [ 162 ] |
| 2016 | 68th Primetime Emmy Awards            | Millor actriu principal en una sèrie dramàtica      | Viola Davis                                               | Nominat   | [ 163 ] |
| 2017 | 69th Primetime Emmy Awards            | Millor actriu principal en una sèrie dramàtica      | Viola Davis                                               | Nominat   | [ 164 ] |
| 2017 | 69th Primetime Emmy Awards            | Millor actriu convidada en una sèrie dramàtica      | Cicely Tyson                                              | Nominat   | [ 164 ] |
| 2018 | 70th Primetime Emmy Awards            | Millor actriu convidada en una sèrie dramàtica      | Cicely Tyson                                              | Nominat   | [ 164 ] |
| 2019 | 71th Primetime Emmy Awards            | Millor actriu convidada en una sèrie dramàtica      | Cicely Tyson                                              | Nominat   | [ 165 ] |
| 2019 | 71th Primetime Emmy Awards            | Millor actriu principal en una sèrie dramàtica      | Viola Davis                                               | Nominat   | [ 165 ] |
| 2019 | 71th Primetime Emmy Awards            | Millor actor convidat en una sèrie dramàtica        | Glynn Turman                                              | Nominat   | [ 165 ] |

## Multimèdia inicial
Les temporades 1 i 2 s'han publicat en DVD i Netflix actualment proporciona les sis temporades (cada temporada s'ha afegit un mes després del seu final segons el seu acord amb ABC Studios). Els darrers cinc episodis emesos a ABC es publiquen a Hulu l'endemà de la seva estrena. A més, es poden comprar episodis individuals a la majoria de distribuïdors de vídeo en línia, inclòs iTunes.

### Temporada 1
El DVD de la primera temporada es va publicar per primera vegada a la Regió 1 el 4 d'agost de 2015.
| La primera temporada completa                           |                                                         |                                                         | | | |
| Detalls                                                 | Detalls                                                 | Detalls                                                 | Característiques especials                                                                          | Característiques especials                                                                          | Característiques especials                                                                          |
| - 15 episodis - Subtítols en nglès, francès i castellà. | - 15 episodis - Subtítols en nglès, francès i castellà. | - 15 episodis - Subtítols en nglès, francès i castellà. | - First Year Law: behind the scenes - Vídeo musical "Bye Felicia" - Escenes eliminades - "Bloopers" | - First Year Law: behind the scenes - Vídeo musical "Bye Felicia" - Escenes eliminades - "Bloopers" | - First Year Law: behind the scenes - Vídeo musical "Bye Felicia" - Escenes eliminades - "Bloopers" |
| Dates de llançament                                     |                                                         |                                                         | | | |
| Regió 1                                                 | Regió 1                                                 | Regió 2                                                 | Regió 2                                                                                             | Regió 4                                                                                             | Regió 4                                                                                             |
| 4 d'agost de 2015                                       | 4 d'agost de 2015                                       | 16 de novembre de 2015                                  | 16 de novembre de 2015                                                                              | 11 de novembre de 2015                                                                              | 11 de novembre de 2015                                                                              |

### Temporada 2
El DVD de la segona temporada es va publicar per primera vegada a la Regió 1 el 21 de juny de 2016.
| La segona temporada completa                            |                                                         |                                                         |                                   |                                   |                                   |
| Detalls                                                 | Detalls                                                 | Detalls                                                 | Característiques especials        | Característiques especials        | Característiques especials        |
| - 15 episodis - Subtítols en nglès, francès i castellà. | - 15 episodis - Subtítols en nglès, francès i castellà. | - 15 episodis - Subtítols en nglès, francès i castellà. | - Escenes eliminades - "Bloopers" | - Escenes eliminades - "Bloopers" | - Escenes eliminades - "Bloopers" |
| Dates de llançament                                     |                                                         |                                                         |                                   |                                   |                                   |
| Regió 1                                                 | Regió 1                                                 | Regió 2                                                 | Regió 2                           | Regió 4                           | Regió 4                           |
| 21 de juny de 2016                                      | 21 de juny de 2016                                      | 16 de novembre de 2016                                  | 16 de novembre de 2016            | TBA                               | TBA                               |